# Каравино
Каравино (итал. Caravino) је насеље у Италији у округу Торино, региону Пијемонт.
Према процени из 2011. у насељу је живело 914 становника. Насеље се налази на надморској висини од 264 м.

## Становништво
| 1936. | 1951. | 1961. | 1971. | 1981. | 1991. | 2001. | 2011. |
| ----- | ----- | ----- | ----- | ----- | ----- | ----- | ----- |
| 1.263 | 1.289 | 1.161 | 1.182 | 1.150 | 1.053 | 1.008 | 995   |